# USS Bradford (DD-545)
USS Bradford (DD-545) là một tàu khu trục lớp Fletcher được Hải quân Hoa Kỳ chế tạo trong Chiến tranh Thế giới thứ hai. Nó là chiếc tàu chiến duy nhất của Hải quân Mỹ được đặt theo tên Gamaliel Bradford (1768–1824), một thuyền trưởng tàu lùng trong cuộc Chiến tranh Quasi với Pháp. Nó hoạt động cho đến hết Thế Chiến II, xuất biên chế năm 1946 nhưng lại được cho tái biên chế năm 1951, tiếp tục phục vụ trong Chiến tranh Triều Tiên, rồi lại ngừng hoạt động năm 1961. Con tàu được chuyển chuyển cho Hy Lạp năm 1962 và phục vụ cùng Hải quân Hy Lạp như là chiếc HNS Thyella (D-22) cho đến khi bị tháo dỡ năm 1981.

## Thiết kế và chế tạo
Bradford được đặt lườn tại xưởng tàu của hãng Bethlehem Steel Co. ở Terminal Island, California vào ngày 28 tháng 4 năm 1942. Nó được hạ thủy vào ngày 12 tháng 12 năm 1942; được đỡ đầu bởi bà Sarah Bradford Rose, hậu duệ năm đời của Thuyền trưởng Bradford; và nhập biên chế vào ngày 12 tháng 6 năm 1943 dưới quyền chỉ huy của Hạm trưởng, Trung tá Hải quân R. L. Morris.

## Lịch sử hoạt động

### Thế Chiến II
Bradford khởi hành đi Trân Châu Cảng vào ngày 18 tháng 8 năm 1943. Chỉ trong vòng 24 giờ sau khi đến nơi, vào ngày 25 tháng 8, nó lên đường đi đảo Baker tham gia hoạt động chiếm đóng đảo này vào ngày 1 tháng 9. Sau đó, nó tham gia lực lượng đặc nhiệm tàu sân bay nhanh trong các hoạt động không kích xuống Tarawa vào ngày 18 tháng 9 và đảo Wake vào các ngày 5 và 6 tháng 10.
Bradford hoạt động trong thành phần hộ tống cho Đội đặc nhiệm 52.3, bảo vệ cho việc chiếm đóng quần đảo Gilbert từ ngày 13 tháng 11 đến ngày 8 tháng 12. Sau đó nó đi đến Espiritu Santo, New Hebrides, và được điều động vào Đội đặc nhiệm 37.2. Cùng đơn vị này, nó tham cuộc tấn công tàu bè và cơ sở cảng tại Kavieng, New Ireland từ ngày 25 tháng 12 năm 1943 đến ngày 4 tháng 1 năm 1944, trong khuôn khổ chiến dịch tại quần đảo Bismarck. Từ ngày 29 tháng 1 đến ngày 8 tháng 2, nó tham gia vào việc chiếm đóng các đảo san hô Kwajalein và Majuro, trong khuôn khổ Chiến dịch quần đảo Gilbert và Marshall.
Trong những tháng tiếp theo, Bradford tham gia Chiến dịch Hailstone, cuộc tấn công Truk trong các ngày 17 và 18 tháng 2, nơi nó ghi nhiều phát ngư lôi và hải pháo trúng đích vào một tàu tuần dương đối phương, cũng như trong cuộc tấn công quần đảo Mariana trong các ngày 21 và 22 tháng 2. Sau đó chiếc tàu khu trục lần lượt tham gia các chiến dịch: chiếm đóng New Guinea trong thành phần Lực lượng Đặc nhiệm 58 từ ngày 21 tháng 4 đến ngày 1 tháng 6; đổ bộ lên Saipan từ ngày 11 đến ngày 24 tháng 6; bắn phá Bonin lần thứ nhất trong các ngày 15-16 tháng 6; Trận chiến biển Philippine trong các ngày 19-20 tháng 6; bắn phá Bonin lần thứ hai vào ngày 24 tháng 6; bắn phá Bonin lần thứ ba trong các ngày 3-4 tháng 7; chiếm đóng Guam từ ngày 12 tháng 7 đến ngày 15 tháng 8; bắn phá Palau-Yap-Ulithi từ ngày 25 đến ngày 27 tháng 7; và bắn phá Bonin lần thứ tư vào các ngày 4-5 tháng 8. Đến tháng 9, nó quay trở về Hoa Kỳ cho một đợt đại tu.
Bradford đi đến Trân Châu Cảng vào tháng 12, và sau khi được huấn luyện như một tàu hỗ trợ hỏa lực, nó tham gia cuộc đổ bộ lên Iwo Jima từ ngày 19 đến ngày 27 tháng 2 năm 1945. Trong Trận Okinawa từ ngày 24 tháng 3 đến ngày 25 tháng 7, nó hỗ trợ cho cuộc đổ bộ và hoạt động hộ tống bảo vệ cho Đội đặc nhiệm 52.1 cũng như trong vai trò cột mốc radar canh phòng. Từ ngày 25 tháng 7 đến ngày 10 tháng 8, nó tham gia cùng Đệ Tam hạm đội trong các chiến dịch không kích xuống chính quốc Nhật Bản; rồi hoạt động như tàu hỗ trợ hỏa lực và dẫn đường chiến đấu cho các hoạt động quét mìn tại khu vực biển Hoa Đông-quần đảo Ryukyu từ ngày 10 đến ngày 25 tháng 8, sau khi Nhật Bản đầu hàng.
Sau khi hoàn tất một số nhiệm vụ vận tải tại Viễn Đông, Bradford lên đường quay trở vể San Diego, California vào ngày 31 tháng 10 năm 1945, nơi nó được cho xuất biên chế và đưa về lực lượng dự bị từ ngày 11 tháng 7 năm 1946.

### 1950–1961

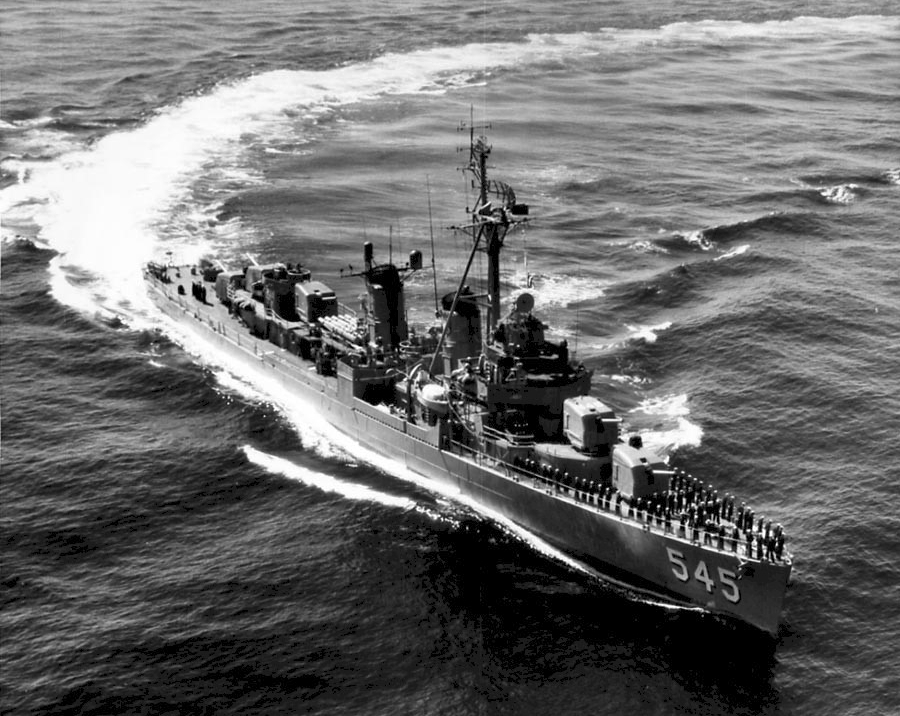
Tàu khu trục Bradford vào khoảng năm 1961.

Bradford nhập biên chế trở lại vào ngày 27 tháng 10 năm 1950, và trình diện để phục vụ cùng Hạm đội Thái Bình Dương. Từ ngày 29 tháng 1 năm 1951 đến ngày 2 tháng 11 năm 1953, nó hoàn tất ba lượt được bố trí tại Viễn Đông: từ ngày 29 tháng 1 đến tháng 8 năm 1951; từ ngày 22 tháng 3 đến tháng 11 năm 1952; và từ tháng 5 đến tháng 11 năm 1953, hoạt động như một đơn vị của Lực lượng Đặc nhiệm 77 và Lực lượng Đặc nhiệm 95 ngoài khơi Triều Tiên. Trong khi làm nhiệm vụ, nó tham gia bắn phá bờ biển và tuần tra hỗ trợ lực lượng Liên Hợp Quốc trên bộ.
Bradford còn thực hiện ba chuyến đi khác đến Viễn Đông, xen kẻ với các hoạt động thực tập huấn luyện và tập trận tại vùng bờ Tây từ căn cứ San Diego. Nó được cho xuất biên chế vào ngày 28 tháng 9 năm 1961

### HNSThyella(D-22)
Chiếc tàu khu trục được chuyển cho Hy Lạp vào ngày 27 tháng 9 năm 1962. Nó phục vụ cùng Hải quân Hy Lạp như là chiếc HNS Thyella (D-22) cho đến khi bị tháo dỡ vào năm 1981.

## Phần thưởng
Bradford được tặng thưởng danh hiệu Đơn vị Tưởng thưởng Hải quân cùng mười hai Ngôi sao Chiến trận trong Thế Chiến II, và thêm sáu Ngôi sao Chiến trận khác khi phục vụ tại Triều Tiên.